# Општина Спермезеу (Бистрица-Насауд)
Спермезеу (рум. Spermezeu) општина је у Румунији у округу Бистрица-Насауд.
Oпштина се налази на надморској висини од 336 m.